# We Came with the Northern Winds
We Came with the Northern Winds es el primer DVD de la banda alemana-noruega de metal sinfónico, Leaves' Eyes. Este fue grabado en el gran concierto que presentó Leaves' Eyes en el Metal Female Voices Festival en Wieze/Bélgica.

## DVD1
El Documental
Leaves’ Eyes – "We Came with the Northern Winds" 
- 1 - The Story Of Leaves’ Eyes
- 2 - From Fjords And Myths
- 3 - Ode To A Seamaid
- 4 - Musical Nature
- 5 - The Saga Of Vinland
- 6 - Sounds Of Strings
- 7 - Across European Borders
- 8 - Dark Emotions
- 9 - Mexican Tales
- 10 - Strange Melodies
- 11 - Viva South America
- 12 - Angelique Voices
- 13 - Going Down Under
- 14 - The Beauty And The Beast
- 15 - American Dreams
- 16 - The Passage

Videoclips:
- 1 - Elegy
- 2 - Into your Light
- 3 - Farewell Proud Men (From Mexico To Russia)
- 4 - Legend Land
- 5 - New Found Land
- 6 - The Thorn (Live at Masters of Rock)
- 7 - The Crossing - America 2006 A.D. (Trailer)

- Photogallery

## DVD 2 - El concierto (91 minutos el tiempo de reproducción)
Leaves' Eyes - "En Saga I Belgia" 
- 1 - Intro - Vinland Saga
- 2 - Farewell Proud Men
- 3 - Ocean's Way
- 4 - The Crossing
- 5 - Into your Light
- 6 - The Thorn
- 7 - Mourning Tree
- 8 - For Amelie
- 9 - Skraelings
- 10 - Temptation
- 11 - Tale of the Seamaid
- 12 - New Found Land
- 13 - Leaves’ Eyes
- 14 - Solemn Sea
- 15 - Amrhàn (Song of the Winds)
- 16 - Norwegian Lovesong
- 17 - Lyset
- 18 - Legend Land
- 19 - Elegy
- 20 - Outro - Mot Fjerne Land

- Extras:

- Making of 
- Photogallery

## Audio
CD 1 canciones:
- 1 - Intro - Vinland Saga
- 2 - Farewell Proud Men
- 3 - Ocean's Way
- 4 - The Crossing
- 5 - Into your Light
- 6 - The Thorn
- 7 - Mourning Tree
- 8 - For Amelie
- 9 - Skraelings
- 10 - Temptation

CD 2 canciones:
- 1 - Tale of the Seamaid
- 2 - New Found Land
- 3 - Leaves’ Eyes
- 4 - Solemn Sea
- 5 - Amrhàn (Song of the Winds)
- 6 - Norwegian Lovesong
- 7 - Lyset
- 8 - Legend Land
- 9 - Elegy
- 10 - Outro - Mot Fjerne Land

## Intérpretes
- Liv Kristine Espenæs Krull - Voz
- Alexander Krull - Voz secundaria
- Thorsten Bauer - Guitarra
- Mathias Röderer - Guitarra
- Seven Antonopolous - Batería
- Alla Fedynitch - Bajo